# O Massacre de Chicago
O Massacre de Chicago (em inglês:  The St. Valentine's Day Massacre) é um filme de drama policial estadunidense de 1967, produzido e dirigido por Roger Corman para a Twentieth Century-Fox. O roteiro de Howard Browne é baseado no Massacre do Dia de São Valentim, ocorrido em 1929 na cidade de Chicago, Illinois.
Orson Welles foi originalmente escolhido para interpretar Al Capone, mas a Twentieth Century Fox impediu a contratação, considerando-o "indirigível". A narração do filme tem um estilo similar ao de Welles mas a voz é de Paul Frees.
Um jovem Bruce Dern interpreta uma das vítimas do massacre, e Jack Nicholson faz uma pequena aparição como um gângster. O veterano ator das produções de Corman Dick Miller interpreta um dos falsos policiais envolvidos no massacre.

## Sinopse
Durante os anos 1920, uma guerra de gangues estoura em Chicago entre o Southside Gang de Al Capone e o Northside Gang de George "Bugs" Moran. Moran tem a ambição de controlar as operações de contrabando e jogos de azar da cidade, enquanto Capone se ressente das atividades crescentes de Moran. O conflito vai se ampliando, com ambos os lados cometendo assassinatos e retaliações. Capone orquestra o infame Massacre do Dia dos Namorados, no qual cinco membros da gangue de Moran são executados em uma garagem da região norte da cidade. Moran sobrevive, mas acaba forçado a sair de Chicago. O reinado de Capone acaba chegando ao fim, e ele morre de sífilis após cumprir pena em Alcatraz.

## Elenco
- Jason Robards...Al Capone
- George Segal...Peter Gusenberg
- Ralph Meeker...George "Bugs" Moran
- Jean Hale...Myrtle
- Jan Merlin...Willie Marks
- Clint Ritchie...Machine Gun Jack McGurn
- David Canary...Frank Gusenberg
- Harold J. Stone...Frank Nitti
- Frank Silvera...Nick Sorello
- Joseph Campanella...Albert Wienshank
- Richard Bakalyan...John Scalise
- Charles Dierkop...Salvanti
- John Agar...Dion O'Bannion
- Joseph Turkel...Jake Gusik
- Bruce Dern...Johnny May
- Mickey Deems...Reinhardt Schwimmer
- Reed Hadley...Hymie Weiss
- Alex D'Arcy...Joe Aiello
- Leo Gordon...Heitler
- Jack Nicholson ...Gino, capanga (não creditado)
- Buck Taylor...entrevistador na piscina (não creditado)
- Celia Lovsky...Josephine Schwimmer (mãe de Reinhardt Schwimmer)
- Milton Frome...Adam Hyer
- Mary Grace Canfield...Madame Doody (não creditada)
- Michele Guarini...Patsy Lolordo (não creditado)

## Sinopse
Em 1929, durante a Lei Seca, a cidade de Chicago sofre com a guerra do crime organizado envolvendo Al Capone e George "Bugs" Moran. Moran usa seus principais capangas, os violentos irmãos Peter e Frank Gusenberg, para intimidar os donos de bares e forçá-los a lhes aceitarem como fornecedores de bebida ilegal no lugar de Capone. Ao mesmo tempo considera que Capone é protegido pela Máfia e decide matar o chefão Lolordo com a ajuda do traidor Aiello. Enquanto isso, Capone escolhe Jack McGurn para armar uma emboscada para matar Moran.

## Produção
The St. Valentine's Day Massacre não foi, como muitos pensaram, inspirado na série de TV The Untouchables, exibida entre 1959-63 pela ABC, mas em um episódio de  Playhouse 90 da CBS, chamado Seven Against The Wall, exibido em dezembro de 1958 e escrito por  Harold Browne (o mesmo roteirista do filme), com os atores Milton Frome, Celia Lovsky e Frank Silvera nos mesmos papeis que interpretaram daquela vez.
Tentando garantir à produção o visual de "filme de gângster", Roger Corman usou os estúdios Desilu para diferentes locais de Chicago. Ele filmou a cena do massacre em um desses cenários. A garagem real tinha sido demolida. Antes de filmar, Corman encontrou fotos dos assassinatos e orientou os atores a se posicionarem de acordo com aquele material.
Esse filme foi um dos poucos que Roger Corman dirigiu para um grande estúdio de Hollywood. Ele recebeu o grande orçamento de 2,5 milhões de dólares mas gastou 400.000 dólares a menos.